# Amazing (Seal)
Amazing è un singolo del cantante britannico Seal pubblicato il 25 settembre 2007 come estratto dal suo album in studio System.